# Deudorix gaetulia
Deudorix gaetulia is een vlinder uit de familie van de Lycaenidae. De wetenschappelijke naam van de soort is voor het eerst gepubliceerd in 1892 door Lionel de Nicéville.
De soort komt voor in India (Meghalaya).